# Gaby Morlay

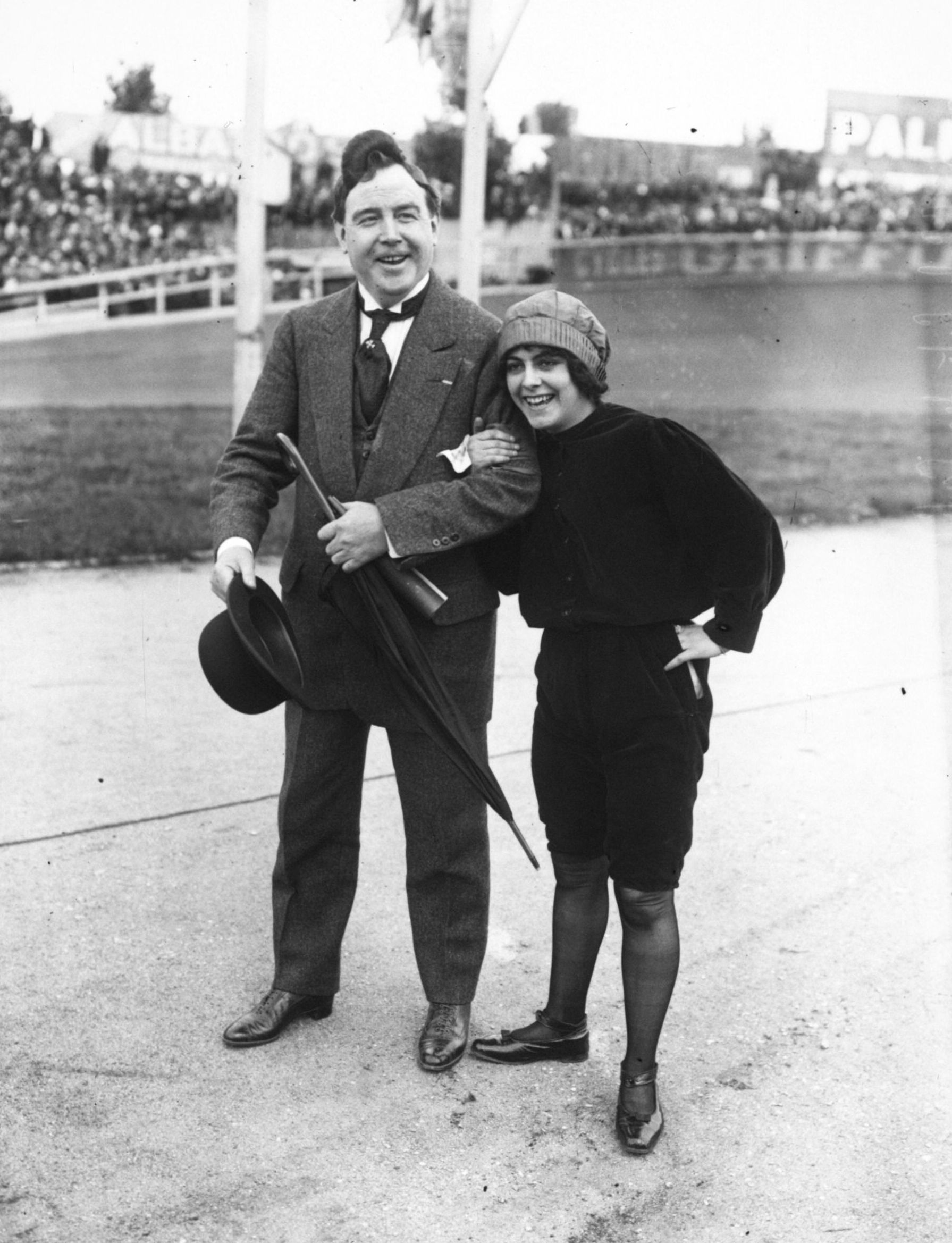
Gaby Morlay (1912)

Gaby Morlay (* 8. Juni 1893 in Angers, Département Maine-et-Loire; † 6. Juli 1964 in Nizza; eigentlich Blanche Pauline Fumoleau) war eine französische Filmschauspielerin.

## Leben
Gaby Morlay wurde in Angers (Maine-et-Loire) geboren. Unter dem Künstlernamen „Gaby Morlaix“ trat sie zunächst in Paris am Theater Capucines auf. Ihren ersten Spielfilm drehte sie 1913 mit La sandale rouge. Auch machte sie in derselben Zeit einen Sketch mit dem legendären Komiker Max Linder. Zu den bedeutenden Regisseuren, mit denen sie drehte, gehörten Sacha Guitry und Max Ophüls. Sie hat auch in Italien in einigen Filmen mitgewirkt. Viele bedeutende Schauspielkollegen spielten mit ihr, so Jean Gabin, Charles Boyer, Jean-Louis Barrault, Jean Marais, Erich von Stroheim, Fernandel.
Ihr Lebenspartner war Max Bonnafous aus Bordeaux, dieser war Präfekt, dann Secrétaire d’État und Minister des Vichy-Regimes unter Pétain. Ihr Name stand auf der am 4. September 1945 von der Résistance-Organisation Front national veröffentlichten Liste von Kollaborateuren im Kulturbetrieb unter der deutschen Besatzung Frankreichs im Zweiten Weltkrieg.

## Filmografie (Auswahl)
- 1913: La sandale rouge
- 1929: Die neuen Herren (Les Nouveaux messieurs)
- 1932: Der träumende Mund (Mélo)
- 1938: Drei Frauen um Verdi (Giuseppe Verdi)
- 1939: Geheimnis im Hinterhaus (Derrière la façade)
- 1940: Das Glück (La comedie du bonheur)
- 1942: Der blaue Schleier (Le voile bleu)
- 1944: Die Gräfin von Lunegarde (Lunegarde)
- 1944: Ein Fräulein vom Amt (Service de nuit)
- 1946: Schatten der Vergangenheit (Un revenant)
- 1947: Hafenliebchen (Les Amants du Pont-Saint-Jean)
- 1949: Gigi
- 1949: Millionäre für einen Tag (Millionaires d’un jour)
- 1950: Der Göttergatte (Prima comunione)
- 1951: Anna
- 1952: Pläsier (Le Plaisir)
- 1952: Das Mädchen mit der Peitsche (La fille au fouet)
- 1953: Die Liebe einer Frau (L’amour d’une femme)
- 1954: Papa, Mama, Katrin und ich (Papa, maman, la Bonne et moi)
- 1954: Sie zerbrachen nicht (Les chiffoniers d’Emmaüs)
- 1955: Papa, Mama, meine Frau und ich (Papa, Maman, me femme et moi)
- 1956: Schuld und Sühne (Crime et Châtiment)
- 1956: Mitsou und die Männer (Mitsou)
- 1957: Junge Rosen im Wind (Les Collégiennes)
- 1960: Fortunat
- 1964: Monsieur